# Liste von Persönlichkeiten der Stadt Korbach
Diese Liste enthält in Korbach geborene, dort aufgewachsene und für die Stadt bedeutsame Persönlichkeiten, geordnet nach Geburtsjahren.

## Vor 1600

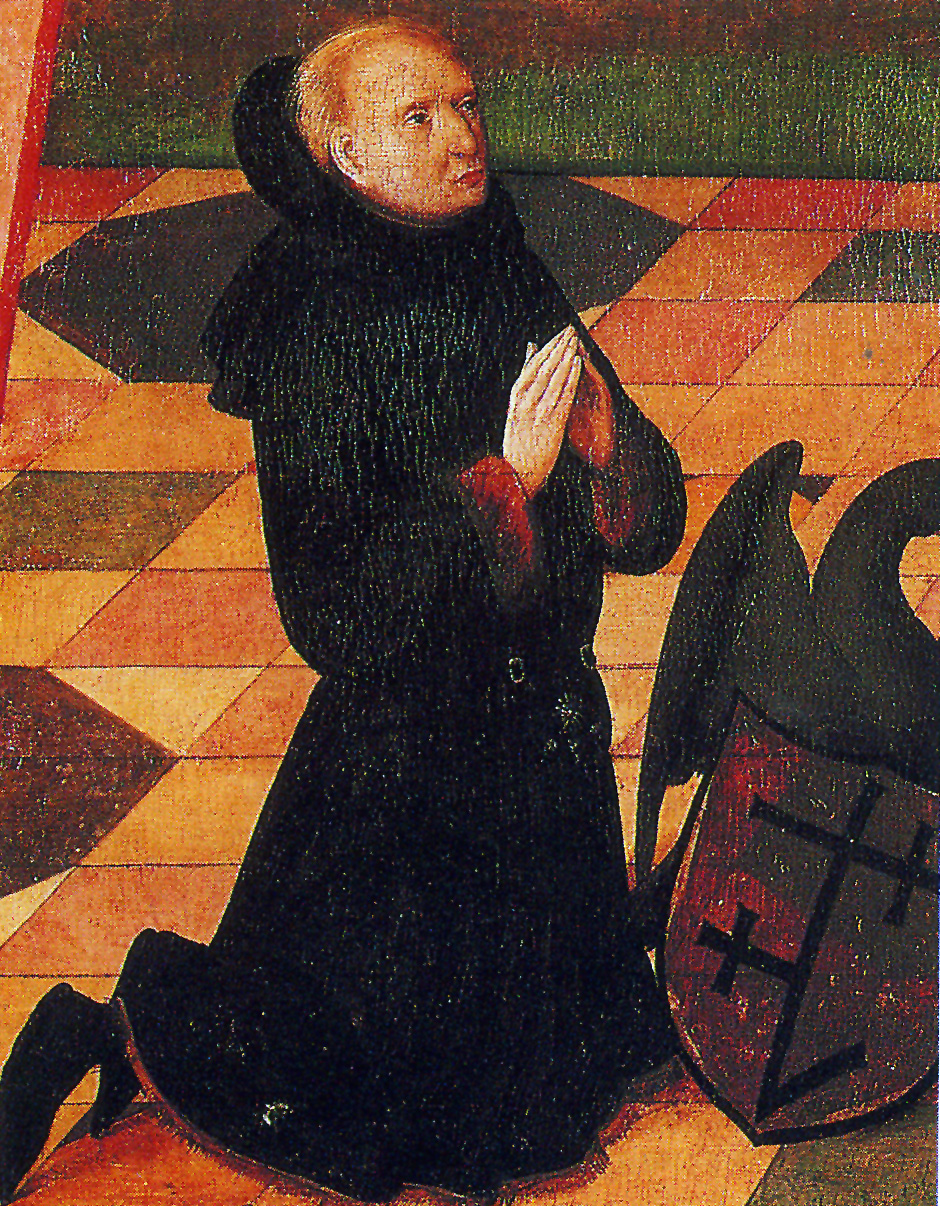
Johann Rinck

- Johann Rinck (letztes Viertel des 14. Jh. – 1466), Kölner Kaufmann und Ratsherr
- Konrad Klüppel (um 1490–1541), Stadtschreiber in Korbach und Fritzlar, Chronist der Grafschaft Waldeck
- Joist Moers (um 1540–1625), Geodät und Kartograf
- Rudolf Goclenius der Ältere (1547–1628), Professor für Philosophie, Logik, Metaphysik und Ethik, Hexentheoretiker
- Wilhelm Adolf Scribonius (1550–1600), Philosoph, Mediziner, Lehrer, Hexentheoretiker
- Anna Erika von Waldeck (1551–1611), Äbtissin des Reichsstifts Gandersheim
- Daniel Angelocrator (1569–1635), Theologe

## 1600–1699

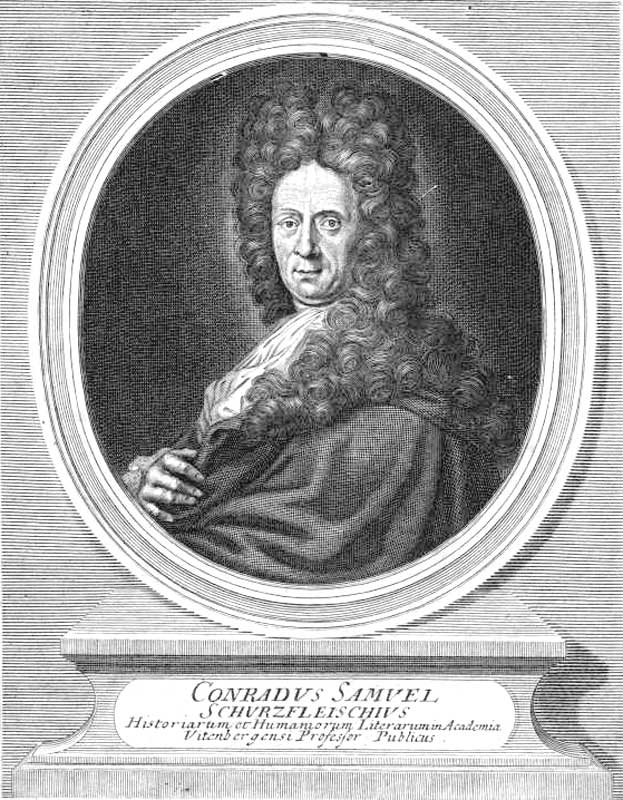
Konrad Samuel Schurzfleisch

- Konrad Samuel Schurzfleisch (1641–1708), Historiker, Polyhistor und Bibliothekar
- Heinrich Leonhard Schurzfleisch (1664–1722), Jurist, Historiker und Bibliothekar
- Heinrich August Schumacher (1683–1760), Historiker und Pädagoge

## 1700–1799
- Friedrich Waldeck (1768–1843), Jurist und Mitglied des Landtages im Fürstentum Waldeck
- Carl Engelhard (1770–1841), Kaufmann, Bürgermeister und waldeckischer Abgeordneter
- Christian Varnhagen (1775–1843), deutscher Verwaltungsjurist und Regierungschef in Waldeck-Pyrmont

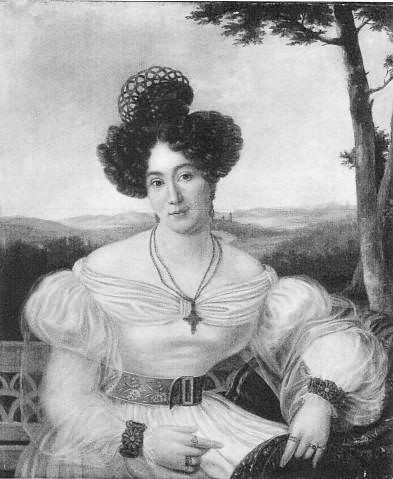
Wilhelmine Halberstadt

- Wilhelmine Halberstadt (1776–1841), Pädagogin und Schriftstellerin
- Friedrich Rothe (1780–1827), deutscher Jurist, Stadtsekretär von Korbach und Politiker
- Theodor Neumann (1783–1867), Verwaltungsjurist und Abgeordneter im Fürstentum Waldeck
- Wilhelm von Hanxleden (1789–1869), waldeckscher Landtagspräsident
- Christian Karl Josias von Bunsen (1791–1860), Diplomat und Gelehrter
- Julius Christoph Georg Engelhard (1795–1860), Apotheker und Abgeordneter
- Carl Bauer (1798–1868), Jurist, Bürgermeister und Politiker

## 1800–1899
- Adolf Giesecken (1800–1891), Landrat
- Georg Christian Wilhelm Vesper (1802–1880), Bürgermeister in Korbach und waldeckischer Landstand
- Reinhard Waldeck (1802–1834), deutscher Jurist und Politiker
- Robert Schumacher (1804–1887), Landtagsabgeordneter in Waldeck-Pyrmont, 1853 bis 1863 Bürgermeister von Korbach
- Ferdinand Duncker (1805–1871), deutscher Jurist und Politiker
- Friedrich Wilhelm Ebersbach (1805–1847), Jurist und Waldeckscher Landstand
- Ludwig Vesper (1806–1863), Kaufmann und Politiker
- Louis Friedrich Christian Curtze (1807–1870), Pädagoge, Philologe, Theologe, Historiker, Schriftsteller
- Carl Curtze (1807–1855), waldeckischer Konsistorialrat
- Carl Friedrich Waldeck (1807–1842), Jurist und Mitglied des Landtages im Fürstentum Waldeck
- Wilhelm Schleicher (1810–1890), waldeckischer Beamter und Politiker
- Carl Winterberg (1812–1872), waldeckischer Regierungschef
- Wilhelm Waldeck (1815–1870), Jurist und Abgeordneter in Waldeck
- Reinhard Köhler (1818–1866), Politiker
- Jakob Wittgenstein (1819–1890), Kaufmann, Mäzen und Politiker, Stifter der „Jacob Wittgenstein’schen Altersversorgungsanstalt“ in Korbach
- Reinhard Kleinschmit (1820–1863), Jurist und Politiker
- Ludwig von Hanxleden (1821–1891), 1862 bis 1884 Bürgermeister der Stadt Korbach
- Julius von Kleinschmit (1825–1902), Generalmajor
- Friedrich Bender (1826–1908), waldeckischer Landtagsabgeordneter
- Carl Giesecken (1828–1891), Landrat
- Albert Orth (1835–1915), Bodenkundler, Ackerbauwissenschaftler und Hochschullehrer
- Werner Schotte (1835–1910), Jurist und Landrat
- Robert Waldeck (1837–1913), Präsident des Landtags von Waldeck-Pyrmont
- Louis Peter (1841–1921), Unternehmer und Ehrenbürger Korbachs
- Robert Ebersbach (1842–1892), Jurist und Waldeckscher Landtagsabgeordneter
- Friedrich Bangert (1850–1924), Historiker

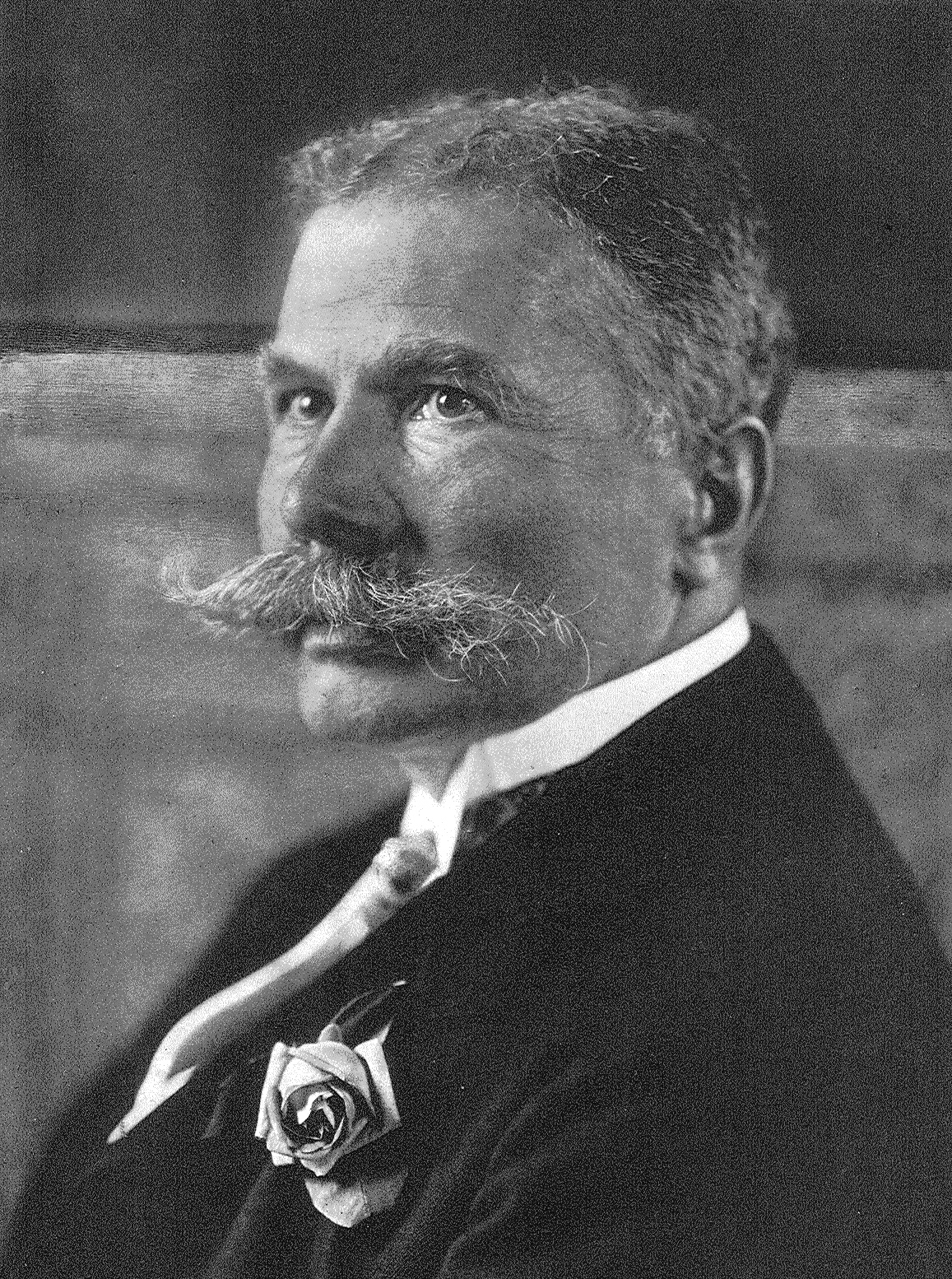
Hermann Kümmell 1905

- Hermann Kümmell (1852–1937), Chirurg
- Karl Dissel (1857–1923), Philologe und Gymnasiallehrer
- August Bier (1861–1949), Chirurg
- Heinrich Vollrat Schumacher (1861–1919), Schriftsteller
- Heinrich Küttler (1863–1924), Kupferschmiedemeister und Politiker (DDP)
- Wilhelm Schwaner (1863–1944), Lehrer, Journalist, Publizist und Verleger
- Max Waldschmidt (1874–1931), Arzt und waldeckischer Politiker (DNVP)
- Max Waldeck (1878–1970), Ministerialbeamter im Verkehrswesen
- Oswald Waldschmidt (1879–1949), Amtsrichter und waldeckischer Politiker (DNVP)
- Friedrich Hartwig (1884–1962), Gutsbesitzer und Abgeordneter des Kurhessischen Kommunallandtages Kassel
- Delwin Katz (1887–1933), Arzt, Opfer des Nationalsozialismus
- Alfred Ehrentreich (1896–1998), Reformpädagoge, Schulleiter und Autor

## 1900–1950
- Lothar Stengel-von Rutkowski (1908–1992), Arzt, Dichter und Verfechter der nationalsozialistischen Rassenhygiene sowie von 1958 bis 1972 Amtsarzt des Kreises Waldeck in Korbach
- Hans-Otto Weber (1926–2014), Politiker (SPD) und Abgeordneter des Hessischen Landtags
- Horst Bingel (1933–2008), Schriftsteller
- Harald Goebell (1933–2017), Internist und Hochschullehrer
- Otto Wilke (1937–2018), Politiker (FDP)
- Alfred Schmidt (* 1938), Unternehmer und Politiker, Wirtschaftsminister in Hessen
- Karl-Heinz Schmidt (1940–2020), ehemaliger hessischer Landtagsabgeordneter
- Karl-Friedrich Pohlmann (1941–2023), evangelischer Theologe
- Ernst Welteke (* 1942), ehemaliger Bundesbankpräsident
- Friedrich Christian Delius (1943–2022), Schriftsteller

- Elke Heidenreich (* 1943), Schriftstellerin
- Axel Bürgener (* 1944), General

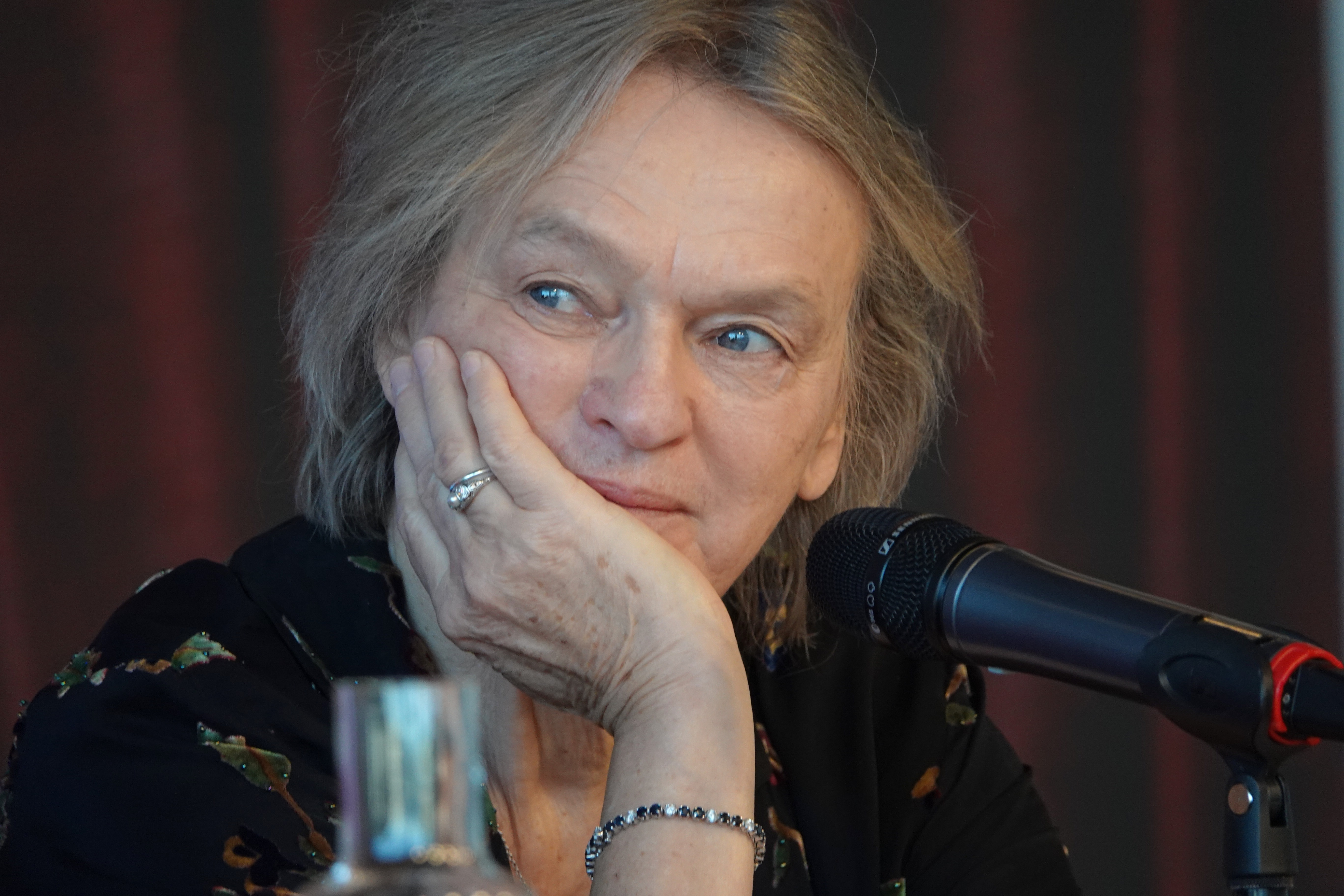
Elke Heidenreich

- Friedhelm Rost (1944–2022), Richter am Bundesarbeitsgericht
- Friedhelm Hase (* 1949), Rechtswissenschaftler

## Nach 1950
- Herbert Kronke (* 1950), Jurist
- Michael Witter (* 1951), Diplomat
- Friedhelm Brusniak (* 1952), Musikpädagoge
- Manfred Jassmann (* 1952), ehemaliger Boxprofi
- Ulrich Sude (* 1956), ehemaliger Fußballtorhüter und Trainer
- Matthias Reim (* 1957), Sänger
- Thomas Emde (* 1959), Künstler
- Jochen Behle (* 1960), Skilangläufer
- Dirk Kramer (* 1960), nordischer Kombinierer, Skilangläufer und Skispringer
- Kay Brinkmann (* 1961), General der Bundeswehr
- Karin Jäger (* 1961), Skilangläuferin
- Tobias Lindner (* 1961), Biathlet
- Stefan Stricker (* 1963), Travestiekünstler
- Rüdiger Schmidt-Wiethoff (* 1965), Sportmediziner und Hochschullehrer
- Bärbel Beinhauer-Köhler (* 1967), Islam- und Religionswissenschaftlerin
- Florian Gärtner (* 1968), Filmregisseur und Drehbuchautor
- Sven Kramer (* 1968), Schauspieler, Drehbuchautor und Regisseur
- Cristina Nord (* 1968), Journalistin, Redakteurin und Kuratorin
- Lutz Berger (* 1969), Islamwissenschaftler und Hochschullehrer
- Judith Gärtner (* 1972), evangelische Theologin und Alttestamentlerin
- Thomas Henke (* 1972), Medienkünstler
- Christian Moris Müller (* 1975), Regisseur
- Rainer Schüttler (* 1976), Tennisprofi (aus Eppe, einem Stadtteil Korbachs)
- Marc Schlömer (* 1977), Sportreporter und Fußballkommentator
- Frank Lamm (* 1979), Kameramann
- Katrin Meyerhöfer (* 1979), Tischtennisspielerin
- Jack Nasher-Awakemian (* 1979), Wirtschaftspsychologe, Diplom-Jurist und Professor
- Daniel May (* 1981), hessischer Landtagsabgeordneter
- Jan-Wilhelm Pohlmann (* 1986), Politiker (CDU)
- Jenna Mohr (* 1987), Skispringerin
- Julian Fuchs (* 2001), Handballspieler